# Carlos Lucas
Pour les articles homonymes, voir Lucas.
Carlos Lucas Manríquez est un boxeur chilien né le 4 juin 1930 à Villarrica et mort le 19 avril 2022 dans la même ville.

## Carrière
Carlos Lucas participe aux Jeux olympiques d'été de 1956 en combattant dans la catégorie des poids mi-lourds et remporte la médaille de bronze.

### Parcours auxJeux olympiques
Jeux olympiques d'été de 1956 à Melbourne (poids mi-lourds) :
- Bat Andrzej Wojciechowski (Pologne) aux points
- Perd contre Gheorghe Negrea (Roumanie) aux points